# 룩카
룩카(Lukka)는 기원전 두 번째 천년에 히타이트 문헌에 자주 언급된다. 그것은 소아시아의 남서부를 나타낸다. 룩카는 히타이트의 영구적인 지배아래에 들지는 않았고 히타이트에 적대적으로 보였다.
하투사에서 발견된 청동판에 따르면 히타이트의 왕 투드할리야 4세와 그의 사촌 쿠룬타간의 조약이 기록되어 있는데 룩카의 국지화를 도왔다. 많은 학자들이 룩카는 피시디아내의 리키아의 후기 왕국보다 작거나 같았다. 
룩카의 군인들이 카데시 전투 (c.1274 BC)에서 람세스 2세에 대항하여 히타이트 편에서 싸웠다. 수세기 후 룩카는 히타이트에 대항하였다. 수필룰리우마 2세는 룩카를 격파하려고 노력하였으나 실패하였다. 그들은 히타이트 제국의 몰락에 기여하였다. 
룩카는 고대 이집트 문헌에도 나온다. 그들은 바다 민족을 구성하는 종족 중 하나였다. 그들은 기원전 12세기에 이집트와 동부 지중해를 침입하였다. 

## 같이 보기
- 마두와타